# Oracle Database
Oracle Database es un sistema de gestión de base de datos de tipo objeto-relacional (ORDBMS, por el acrónimo en inglés de Object-Relational Data Base Management System), desarrollado por Oracle Corporation, la empresa estadounidense de hardware y software. Este tipo de sistema mejora la gestión de grandes bases de datos  y programación y también aumenta el nivel de seguridad. Se basa en un esquema estructurado que solo está disponible para administradores autorizados.
Su dominio en el mercado de servidores empresariales había sido casi total hasta que recientemente tiene la competencia del Microsoft SQL Server y de la oferta de otros RDBMS con licencia libre como PostgreSQL, MySQL o Firebird.
Las últimas versiones de Oracle han sido certificadas para poder trabajar bajo GNU/Linux.

## Historia
Oracle surge en 1977 bajo el nombre de SDL (Software Development Laboratories).
En 1979, SDL cambia su nombre por Relational Software, Inc. (RSI).
La fundación de SDL fue motivada principalmente a partir de un estudio sobre los sistemas gestores de bases de datos) de George Koch. Computer World definió este estudio como uno de los más completos jamás escritos sobre bases de datos. Este artículo incluía una comparativa de productos que dirigía a Relational Software como el más completo desde el punto de vista técnico. Esto se debía a que usaba la filosofía de las bases de datos relacionales, algo que por aquella época era todavía desconocido.
Oracle, a partir de la versión 10g Release 2, cuenta con 7 ediciones:
- Enterprise Edition (EE).
- Standard Edition (SE).
- Standard Edition One (SE1)
- Standard Edition 2 (SE2)
- Express Edition (XE).
- Personal Edition (PE).
- Lite Edition (LE).

La única edición gratuita es la Express Edition, que es compatible con las demás ediciones de Oracle Database 10gR2 y Oracle Database 11g.
La última versión de Oracle es la versión 21c. La primera base de datos diseñada para Cloud Computing, que fue lanzada en 2013, fue Oracle 12c, con ella Oracle intentaba facilitar los esfuerzos de las empresas para estandarizar, consolidar y automatizar los servicios de las bases de datos en la nube.